# L'Homme à la croix
Pour plus de détails, voir Fiche technique et Distribution.
L'homme à la croix (titre original : L'uomo dalla croce) est un film italien de 1943 réalisé par Roberto Rossellini.
Tourné en noir et blanc en 1942 dans la campagne de Ladispoli (Latium) avec des acteurs non professionnels, le film est inspiré du sacrifice de Reginaldo Giuliani (it) et clôt la « Trilogie Fasciste » de Rossellini sur la guerre : Le Navire blanc (1941), Un pilote revient (1942) et L'Homme à la croix (1943).

## Synopsis
L'action se passe en Ukraine sur le front de l'Est durant l'été 1942.
Un régiment de chars du C.S.I.R. (Corpo di Spedizione Italiano in Russia) de retour d'une action de guerre reçoit l'ordre de déplacer son camp de base pour favoriser une manœuvre militaire. Les hommes et les véhicules se mettent en mouvement selon le plan établi à l'exception de l'aumônier du régiment (Tavazzi) qui reste pour assister un conducteur de char blessé et intransportable.
Capturés par les Russes, ils parviennent à s'échapper et trouvent refuge dans une ferme où l’aumônier peut prodiguer son apostolat auprès des femmes et des enfants qui s'y trouvent.

## Fiche technique
- Titre : L'Homme à la croix
- Titre original : L'uomo dalla croce
- Réalisation : Roberto Rossellini
- Sujet : Asvero Gravelli
- Scénario : Asvero Gravelli, Alberto Consiglio, Giovanni D'Alicandro, Roberto Rossellini
- Photographie : Guglielmo Lombardi, Alberto Attui, Rodolfo Lombardi, Giuseppe Rotunno
- Musique : Renzo Rossellini
- Scénographie : Gastone Medin
- Montage : Eraldo Da Roma
- Production : Continentalcine pour la CINES
- Distribution : ENIC Ente Nazionale Industrie
- Genre : Film dramatique, Film de guerre
- Durée : 88 minutes
- Dates de sortie :
  -  Royaume d'Italie : 3 février 1943

## Distribution
- Alberto Tavazzi (it) : le chapelain
- Roswita Schmidt : Irina
- Aldo Capacci : un soldat étudiant
- Franco Soldati : le soldat russe blessé
- Attilio Dottesio : le tankiste blessé
- Doris Hild : un paysan russe
- Gualtiero Islenghi : le soldat russe avec la carte du parti
- Antonio Majetti : Sergej, le commissaire du peuple
- Piero Pastore : le tankiste russe défiguré, mari d'Irina
- Marcello Tanzi : autre soldat
- Zoia Weeda : la paysanne russe
- Antonio Suriano : le soldat témoin du baptême
- Franco Pompili : le soldat tué